# Geologia

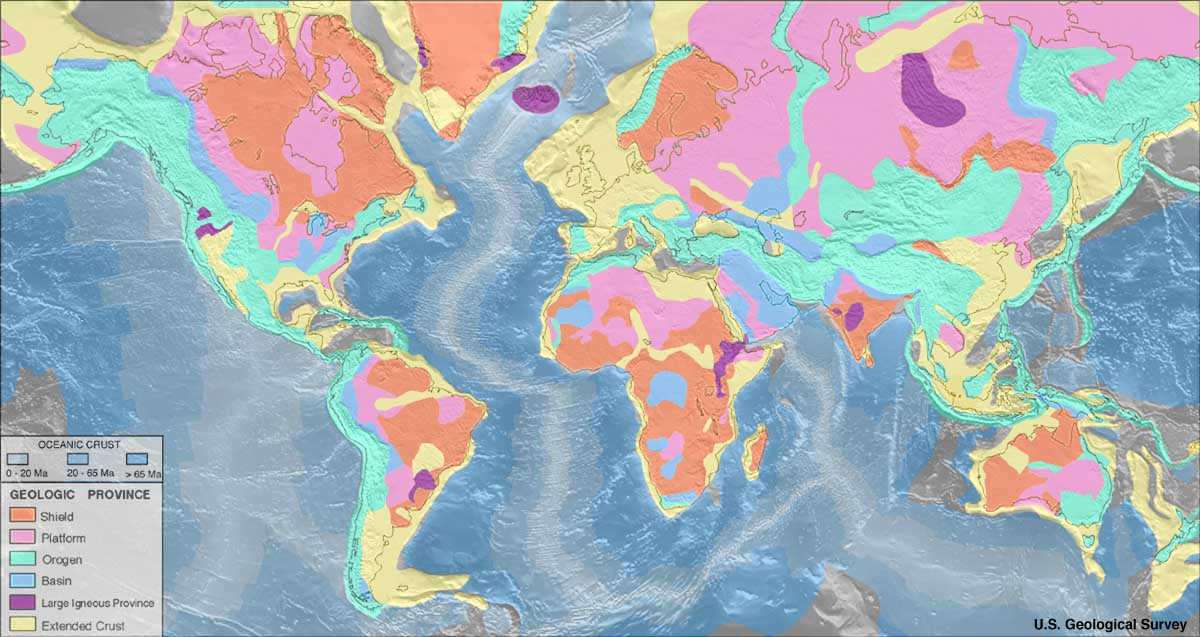
Províncias geológicas mundiais
Crosta oceânica
0-20 Ma
20-65 Ma
>65 Ma
Província geológica
Escudo
Plataforma
Orógeno
Bacia
Província ígnea de grandes dimensões
Crosta

Geologia, do grego γη- (geo-, "a terra") e λογος (logos, "palavra", "razão") é uma das ciências da Terra que se dedica ao estudo da crosta terrestre, da matéria que a compõe, o seu mecanismo de formação, as alterações que ocorrem desde a sua origem e a estrutura que a sua superfície possui atualmente. A geologia foi essencial para determinar a idade da Terra, que se calculou ter cerca de 4,6 bilhões de anos, e a desenvolver a teoria denominada tectônica de placas, segundo a qual a litosfera terrestre, que é rígida e formada pela crosta e o manto superior, dispõe-se fragmentada em várias placas tectônicas, as quais se deslocam sobre a astenosfera, que tem comportamento plástico.
O geólogo ajuda a localizar e a gerir os recursos naturais, o petróleo e o carvão, e os metais, como o ouro, ferro, cobre e urânio, por exemplo. Muitos outros materiais possuem interesse econômico: as gemas, muitos minerais com aplicação industrial, como asbesto, pedra pomes, perlita, mica, zeólitos, argilas, quartzo, ou elementos como o enxofre e cloro.
A Astrogeologia é o termo usado para designar estudos similares de outros corpos do sistema celeste.
A geologia relaciona-se diretamente com muitas outras ciências, em especial com a geografia e a astronomia. Por outro lado, a geologia serve-se também de ferramentas fornecidas pela química, física e matemática, entre outras ciências, enquanto que a biologia e a antropologia servem-se da Geologia para dar suporte a muitos dos seus estudos. A palavra "geologia" foi usada pela primeira vez por Jean-André Deluc, em 1778, sendo introduzida de forma definitiva por Horace-Bénédict de Saussure, em 1779.
No Brasil, a profissão de geólogo é regulamentada pela Lei nº 4.076, de 23 de junho de 1962  e fiscalizada pelos Conselhos Regionais de Engenharia e Agronomia (CREA), instalados em todos os estados. Existem 35 cursos presenciais de graduação em Geologia e Engenharia Geológica, distribuídos em 18 das 27 unidades federativas brasileiras.

## História
Na China, Shen Kuo (1031 - 1095) formulou uma hipótese de explicação da formação de novas terras, baseando-se na observação de conchas fósseis de um estrato numa montanha localizada a centenas de quilómetros do oceano. O sábio chinês defendia que a terra formava-se a partir da erosão das montanhas e pela deposição de silte.
A obra Peri lithon, de Teofrasto (372-287), estudante de Aristóteles, permaneceu por milénios como obra de referência na ciência. A sua interpretação dos fósseis apenas foi revogada após a Revolução Científica. A sua obra foi traduzida para latim e para outras línguas europeias.
O médico Georg Agricola (1494-1555) escreveu o primeiro tratado sobre mineração e metalurgia, De re metallica libri XII, em 1556, no qual se podia encontrar um anexo sobre as criaturas que habitavam o interior da Terra (Buch von den Lebewesen unter Tage). A sua obra cobria temas como a energia eólica, hidrodinâmica, transporte e extracção de minerais, como o alumínio e enxofre.
Nicolaus Steno (1638-1686) foi o autor de vários princípios da geologia, como o princípio da sobreposição das camadas, o princípio da horizontalidade original e o princípio da continuidade lateral, três princípios definidores da Estratigrafia.

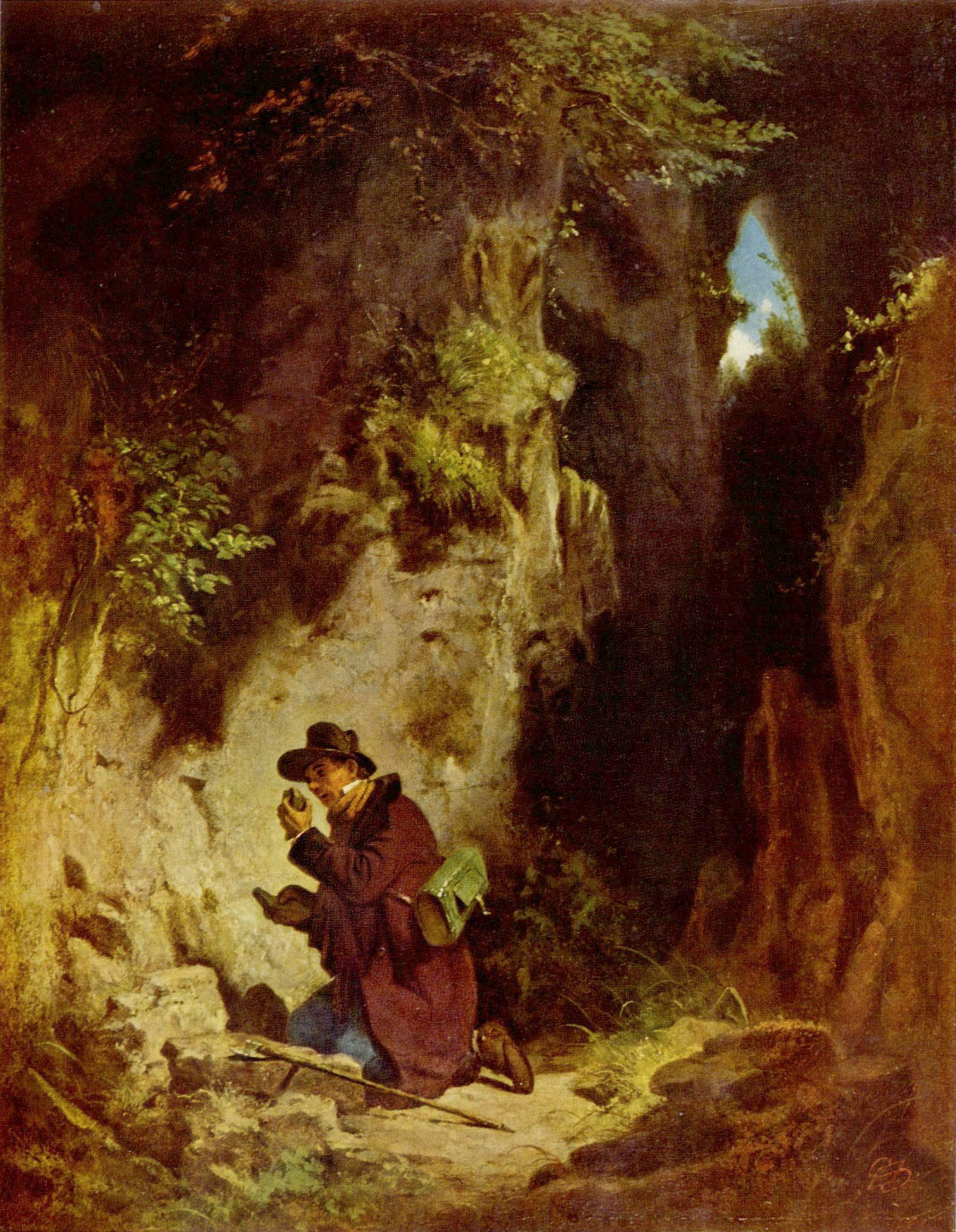
O Geólogo, Pintura do século XIX por Carl Spitzweg.

James Hutton é visto frequentemente como o primeiro geólogo moderno. Em 1785 apresentou uma teoria intitulada Teoria da Terra (Theory of the Earth) à Sociedade Real de Edimburgo. Na sua teoria, explicou que a Terra seria muito mais antiga do que tinha sido suposto previamente, a fim de permitir "que houvesse tempo para ocorrer erosão das montanhas de forma a que os sedimentos originassem novas rochas no fundo do mar, que ulteriormente foram levantadas e constituíram os continentes". Hutton publicou uma obra com dois volumes, acerca desta teoria, em 1795.
Em 1811, George Cuvier e Alexandre Brongniart publicaram a sua teoria sobre a idade da Terra, baseada na descoberta, por Cuvier, de ossos de elefante, em Paris. Para suportar a sua teoria, os autores formularam o princípio da sucessão estratigráfica.
Em 1830, Sir Charles Lyell publicou, pela primeira vez, a sua famosa obra Princípios da Geologia. Contínuas revisões foram publicadas posteriormente, até à sua morte, em 1875. Lyell promoveu com sucesso durante a sua vida a doutrina do uniformitarismo, que defende que os processos geológicos são lentos e ainda ocorrem nos dias hoje. No sentido oposto, a teoria do catastrofismo defendia que as estruturas da Terra formavam-se em eventos catastróficos únicos, permanecendo inalteráveis após esses acontecimentos.
Durante o século XIX, a geologia debateu-se com a questão da idade da Terra. As estimativas variavam entre alguns milhões e os 100 000 milhões de anos. No século XX, o maior avanço da geologia foi o desenvolvimento da teoria da tectónica de placas, nos anos 60. A teoria da deriva dos continentes foi inicialmente proposta por Alfred Wegener e Arthur Holmes, em 1912, mas não foi totalmente aceita até a teoria da tectónica de placas ser desenvolvida.

## Campos da geologia e disciplinas relacionadas

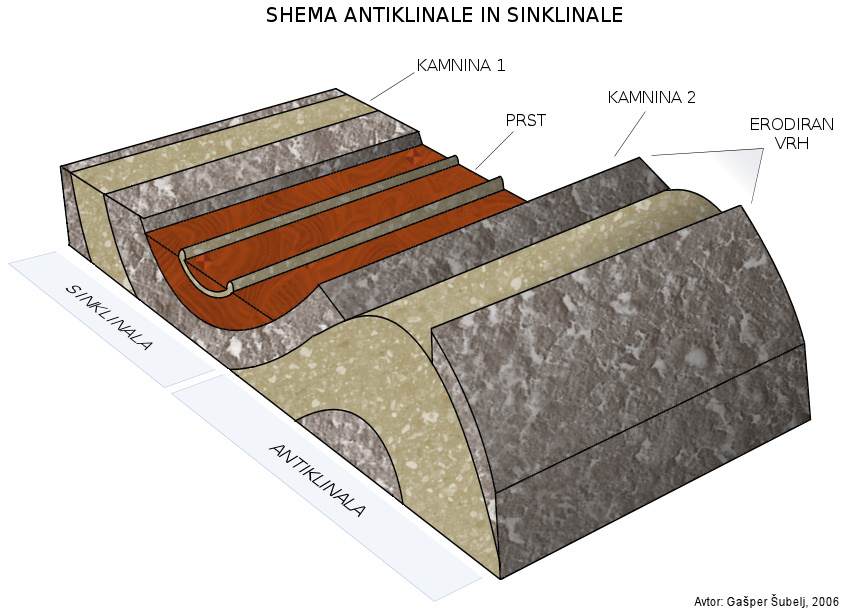
Uma descrição ilustrada de um sinclinal e anticlinal frequentemente estudados na Geologia estrutural e Geomorfologia.

Existem muitos campos diferentes dentro da disciplina geologia, e seria difícil listá-los a todos. De qualquer forma, entre eles incluem-se:
- Cartografia geológica
- Geologia de engenharia
- Estratigrafia
- Geodesia
- Geofísica
- Geologia ambiental
- Geologia económica
- Geologia estrutural
- Geologia do petróleo
- Geologia médica
- Gemologia
- Geomorfologia
- Geoquímica
- Geotectónica
- Geotecnia
- Hidrogeologia
- Mineralogia
- Paleontologia
- Pedologia
- Petrologia
- Sedimentologia
- Sismologia
- Vulcanologia

## Importantes princípios da geologia
A geologia rege-se por princípios que permitem, por exemplo, ao observar a disposição actual de formações, estabelecer a sua idade relativa e a forma como foram criadas.
Princípio da Sobreposição das Camadas
Segundo este princípio, em qualquer sequência a camada mais jovem é aquela que se encontra no topo da sequência. As camadas inferiores são progressivamente mais antigas. Este princípio pode ser aplicado em depósitos sedimentares formados por acresção vertical, mas não naqueles em que a acresção é lateral (por exemplo em terraços fluviais). O princípio da sobreposição das camadas é válido para as rochas sedimentares e vulcânicas que se formam por acumulação vertical de material, mas não pode ser aplicado a rochas intrusivas e deve ser aplicado com cautela às rochas metamórficas.
Princípio da Horizontalidade Original
O princípio da horizontalidade original afirma que a deposição de sedimentos ocorre em leitos horizontais. A observação de sedimentos marinhos e não marinhos numa grande variedade de ambientes suporta a generalização do princípio.
Princípio das Relações de Corte
Este princípio, introduzido por James Hutton, afirma que uma rocha ígnea intrusiva, ou falha que corte uma sequência de rochas, é mais jovem que as rochas por ela cortadas. Esse princípio permite a datação relativa de eventos em rochas metamórficas, ígneas e sedimentares, sendo fundamental para o trabalho em terrenos orogênicos jovens e antigos. Este princípio é válido para qualquer tipo de rocha cortada por umas das estruturas acima relacionadas.
Princípio dos Fragmentos Inclusos
Este princípio de datação relativa diz que os fragmentos de rochas inclusas em corpos ígneos (intrusivos ou não) são mais antigos que as rochas ígneas nas quais estão inclusos. Este princípio, juntamente com o princípio das relações de corte, é fundamental em áreas formadas por grandes corpos intrusivos, permitindo a datação relativa não só de rochas estratificadas, mas também de rochas ígneas e metamórficas.
Princípio da Sucessão Faunística
O Princípio da Sucessão Faunística, ou Princípio da Identidade Paleontológica, diz que os grupos de fósseis (animais ou vegetais) ocorrem no registro geológico segundo uma ordem determinada e invariável, de modo que, se esta ordem é conhecida, é possível determinar a idade relativa entre camadas a partir de seu conteúdo fossilífero. Esse princípio, inicialmente utilizado como um instrumento prático, foi posteriormente explicado pela Teoria da Evolução, de Charles Darwin. Diversos períodos marcados por extinção de grande parte da vida, evidenciados nas rochas devido à escassez do conteúdo fossilífero, são conhecidos na história da Terra e levaram ao desenvolvimento da Teoria do Catastrofismo.